# Selaginella marinii
Selaginella marinii är en mosslummerväxtart som beskrevs av Stefanovic och Rakotondr.. Selaginella marinii ingår i släktet mosslumrar, och familjen mosslummerväxter. Inga underarter finns listade i Catalogue of Life.